# Stefan Soltesz
Stefan Soltesz (magyarul: Soltész István; Nyíregyháza, 1949. január 6. – München, 2022. július 22.) Magyarországon született, de gyerekkora óta Ausztriában élő karmester, zeneszerző.

## Élete
1956-ban szüleivel Ausztriába került, itt végzett a Bécsi Zeneművészeti Főiskolán, ahol Hans Swarowsky volt a mestere. A Theater an der Wienben kezdte karmesteri pályáját 1971-ben, majd 1973 és 1983 között a Staatsoperben vezényelt. Grazban is dolgozott, a Salzburgi Ünnepi Játékokon pedig Karl Böhm, Herbert von Karajan és Christoph von Dohnányi asszisztense is volt. 1985-ig Hamburgban, majd a Deutsche Opernél volt állandó dirigens. 1991-ben kinevezték a Flamand Opera igazgatójának 1997-2013-ig vezette zenei igazgatóként az Esseni Filharmonikus Zenekart, emellett az Aalto Theatre művészeti igazgatója is volt. 2012-ben a Braunschweigi Állami Zenekar (Staatsorchester Braunschweig) tiszteletbeli karmesternek nevezte ki.
2012-től szabadúszó volt, Európa-szerte számos helyszínen lépett fel. Különösen kedvelte a későnémet romantikát Wagnerrel és Strauss-szal. 2022. július 22-én halt meg Münchenben.

## Díjai
- 2009: Bürger des Ruhrgebiets (a Ruhr-vidék polgára)
- 2012: a Braunschweigi Állami Zenekar tiszteletbeli karmestere (Ehrendirigent des Staatsorchesters Braunschweig[12]
- 2013: Észak-Rajna-Vesztfália tiszteletbeli professzora (Professor h. c. des Landes Nordrhein-Westfalen)